# Andrea Winkler (Künstlerin)
Andrea Winkler (* 4. Februar 1975 in Fällanden) ist eine Schweizer Künstlerin, die in Berlin und Hamburg lebt und arbeitet. Sie arbeitet in den Medien Collage, Fotografie und Installation.

## Leben
Andrea Winkler besuchte von 1996 bis 2001 die Hochschule für bildende Künste Hamburg, wo sie unter Wolfgang Tillmans, Cerith Wyn Evans und Gisela Bullacher studierte. Von 2001 bis 2003 besuchte sie die Slade School of Fine Art in London.

## Werk
Charakteristisch für Andrea Winklers Arbeit ist das scheinbar mühelose Verbinden verschiedener Elemente wie der ortsspezifischen Installation mit dem Objet trouvé und der Skulptur. In ihren Ausstellungen entstehen szenisch angelegte Choreografien aus Objekten, Absperrpfosten und Ketten, Wandmalerei und Fotografie, die durch präzise Setzungen im Raum zu einem Parcours miteinander verknüpft werden.
Absperrpfosten und dazugehörigen Ketten, mit denen Winkler das Konzept der Raum-Collage vertieft, strukturieren die Ausstellungsfläche und muten wie eine Art Leitsystem aus Hotellobbies, Messen oder Flughafenbetrieben an. Durch einfache Kettenelemente aus dem professionellen Dekorationsbedarf sind die Pfeiler entweder miteinander verbunden oder laufen ins Leere der weißen Wand. Auf den ersten Blick willkürlich erscheinend, spannen sie sich zu einem temporären Regelwerk, als optionale Raumbegrenzung für imaginäres davor oder dahinter Liegendes. Es bleibt dem Durchschreitenden überlassen, ob er den von Winkler gesetzten Wegbeschränkungen folgt oder die Begrenzung überschreitet. In dem Moment der Erwartung und Verwunderung wird der Betrachter auch die abstrakten, zeichenhaften Spraymarkierungen an den Galeriewänden wahrnehmen. Diese verhalten sich ähnlich wie die Kettenelemente im Raum. Ihr Verlauf sind zarte Überbleibsel, Markierungen und Linien, die sich durch die gesamte Installation ziehen. An dieser Stelle wird die zeichnerische Idee deutlich, die einigen Arbeiten von Andrea Winkler zugrunde liegt und die sich auf den dreidimensionalen Raum ausgedehnt hat.
Andrea Winklers Herangehensweise besticht durch ihre Einfachheit und Leichtigkeit, mit der sie unterschiedlichste formale und materielle Elemente in einen neuen Zusammenhang stellt, dabei eröffnet sich ein Assoziationsraum, der in seiner Flüchtigkeit Momente der Erwartung, des Verlustes und Begehrens hervorruft.

## Ausstellungen
Neben regelmäßigen internationalen Galerieausstellungen sind Andrea Winklers Arbeiten in Institutionen wie dem Kunsthaus Aarau, der Shedhalle in Zürich, der Neuen Kunsthalle in St. Gallen, dem Kunsthaus Hamburg und den Phönixhallen in Hamburg-Harburg gezeigt worden.

## Werke in öffentlichen Sammlungen
- Colección Jumex, Mexico